# Ed Fury
Ed Fury, pseudonimo di Rupert Edmund Holovchik (Long Island, 6 giugno 1928 – Los Angeles, 24 febbraio 2023), è stato un attore e culturista statunitense.

## Biografia
Durante gli anni della scuola praticò il wrestling scoprendo la passione per il culturismo e arrivando a definire il proprio fisico in modo eccellente. Negli anni cinquanta lavorò spesso come modello per riviste specialistiche nel mondo del body building. Lavorò anche come comparsa nel mondo del cinema apparendo in produzioni di vario livello, tra cui  Gli uomini preferiscono le bionde, La ragazza di campagna, L'isola nel cielo, Demetrio e i gladiatori.
Scelse di trasferirsi in Italia alla fine degli anni cinquanta sperando di poter utilizzare il proprio fisico per tentare una carriera di attore nei film di genere peplum, molto popolari in quel periodo, cercando di replicare il successo ottenuto da altri culturisti come Steve Reeves, Kirk Morris e Mark Forest.
La sua carriera fu breve a causa del rapido declino del genere peplum. Rientrò quindi negli USA per intraprendere una carriera televisiva.

## Filmografia parziale
- Delitto sulla spiaggia (Female on the Beach), regia di Joseph Pevney (1955)
- Il marchio del bruto (Rad Edge), regia di John Sherwood (1956)
- The Wild Women of Wongo, regia di James L. Wolcott (1958)
- La regina delle Amazzoni, regia di Vittorio Sala (1960)
- Ursus, regia di Carlo Campogalliani (1961)
- Le sette sfide regia di Primo Zeglio (1961)
- Ursus nella valle dei leoni, regia di Carlo Ludovico Bragaglia (1961)
- Maciste contro lo sceicco, regia di Domenico Paolella (1962)
- Ursus nella terra di fuoco, regia di Giorgio Simonelli (1963)

## Doppiatori italiani
- Nando Gazzolo in La regina delle Amazzoni, Le sette sfide
- Sergio Rossi in Ursus, Ursus nella valle dei leoni
- Rolf Tasna in Maciste contro lo sceicco